# Lepidoscia sciodesma
Lepidoscia sciodesma är en fjärilsart som beskrevs av Edward Meyrick 1893. Lepidoscia sciodesma ingår i släktet Lepidoscia och familjen säckspinnare. Inga underarter finns listade i Catalogue of Life.